# Anta Gordaa
Anta Gordaa là một đô thị thuộc bang Rio Grande do Sul, Brasil. Đô thị này có diện tích 242,963 km², dân số năm 2007 là 6160 người, mật độ 25,35 người/km².